# Ramon de Roda
|  | Pel que fa al cambrer de les Seus de Saragossa i Tarragona, vegeu Ramon de Barbastre. |

Ramon de Roda, de Ribagorça, de Barbastre o Ramon del Monte (Durban, Gascunya, 1067 - Osca, 1126) va ser bisbe de Roda-Barbastre. És venerat com a sant en l'Església catòlica. El seu cos va ser traslladat a Roda i va ser sebollit a la catedral el 26 de juny. Canonitzat, la seva festivitat se celebra el 21 de juny. És patró de la diòcesi i la ciutat de Barbastre.

## Biografia
Nascut a Durban, al vessant nord dels Pirineus, en el si d'una família noble, el seu nom era Raimon Guillem. Va tenir una bona educació i va començar la carrera militar, però va abandonar-la per a dedicar-se a l'estudi i la religió. Va ser canonge regular a Pàmies. Alfons I d'Aragó el tria com a bisbe de Barbastre-Roda en 1104, amb seu a la catedral de Roda, per a resoldre la disputa que mantenien els bisbes Sant Ot d'Urgell i Esteve d'Osca (tots dos argumentaven que la conquerida ciutat de Barbastre havia de formar part de les seves diòcesis, no de la de Roda).
Ja en la seu rodenca, va tenir conflictes amb els bisbes de d'Osca i d'Urgell i amb el rei Alfons, principalment per qüestió de límits. Els papes Pasqual II i Calixt II el sostingueren. L'any 1100, Pasqual II, en lletres del bisbe Ponç de Roda, havia delimitat la diòcesi, tot declarant-la immune i inviolable. Però el rei Alfons I d'Aragó i Pamplona i el bisbe d'Osca no la respectaren. En una carta d'Oleguer de Barcelona al papa Innocenci II, el prelat barceloní diu que el rei Alfons tenia rancúnia a Ramon de Roda "perquè el bisbe no el volia seguir en les guerres contra els cristians".
En 1116, el bisbe Esteve d'Osca, amb l'ajut de nobles de Barbastre i del mateix rei Alfons I, aconseguí que Ramon fos desterrat de Roda, acusant-lo d'oposar-se a combatre amb les armes als musulmans i altres heretges. Barbastre va passar a la diòcesi d'Osca i, quan Ramon va tornar el 1119, s'instal·là a Roda (Barbastre no tornà a la diòcesi de Roda fins al 1133 i el 1145 passà definitivament a la d'Osca).

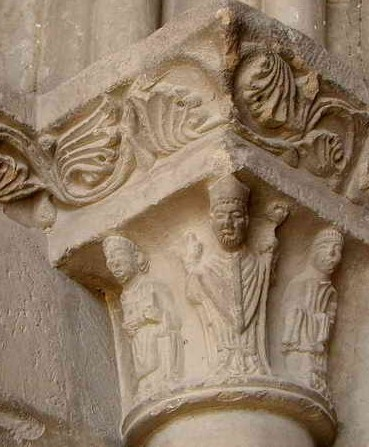
Capitell amb la figura del bisbe a la portalada de la catedral de Roda (ca. 1120)
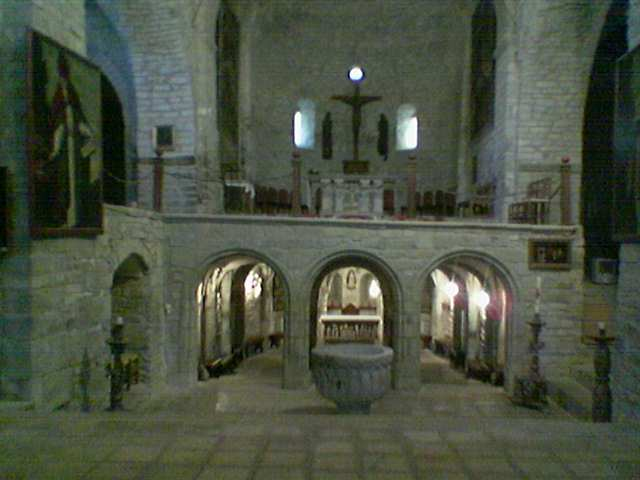
Presbiteri i cripta de la catedral de Roda, construïda per Sant Ramon
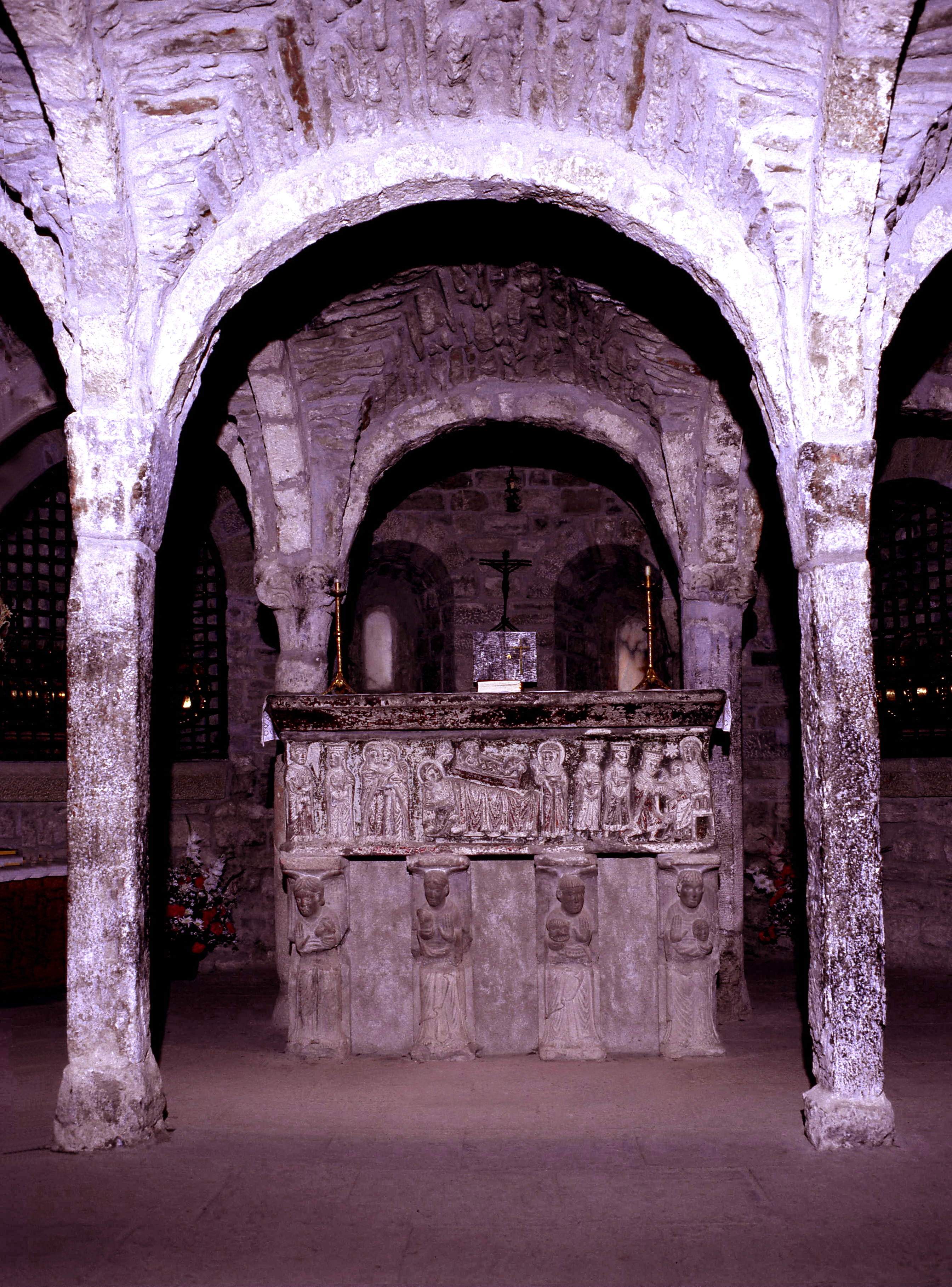
Sepulcre de Sant Ramon a la cripta de la catedral

Durant el seu bisbat es van iniciar les obres de reconstrucció de l'edifici de l'actual catedral romànica de Roda i van consagrar-se nombroses esglésies a la diòcesi, com les de Taüll o Alaó, o els altars d'Alquézar i Roda, que introduïen l'art romànic més innovador en aquell moment.
Ramon va marxar fins al seu retorn a Roda en 1119. Una ermita a la muntanya, propera a la ciutat, marca el punt on, en marxar, el sant va plorar i va beneir la ciutat. Posteriorment, en 1125, va acompanyar el rei Alfons a la campanya de reconquesta a Andalusia, amb la intenció de conquerir Granada. La campanya va afectar la seva salut: en tornar a Osca ja venia malalt i hi va morir el 21 de juny de 1126.